# Breaza (Mureș)
Breaza (veraltet Brețcu; deutsch Bretzdorf, ungarisch Beresztelke) ist eine Gemeinde im Kreis Mureș in der Region Siebenbürgen in Rumänien.

## Geographische Lage

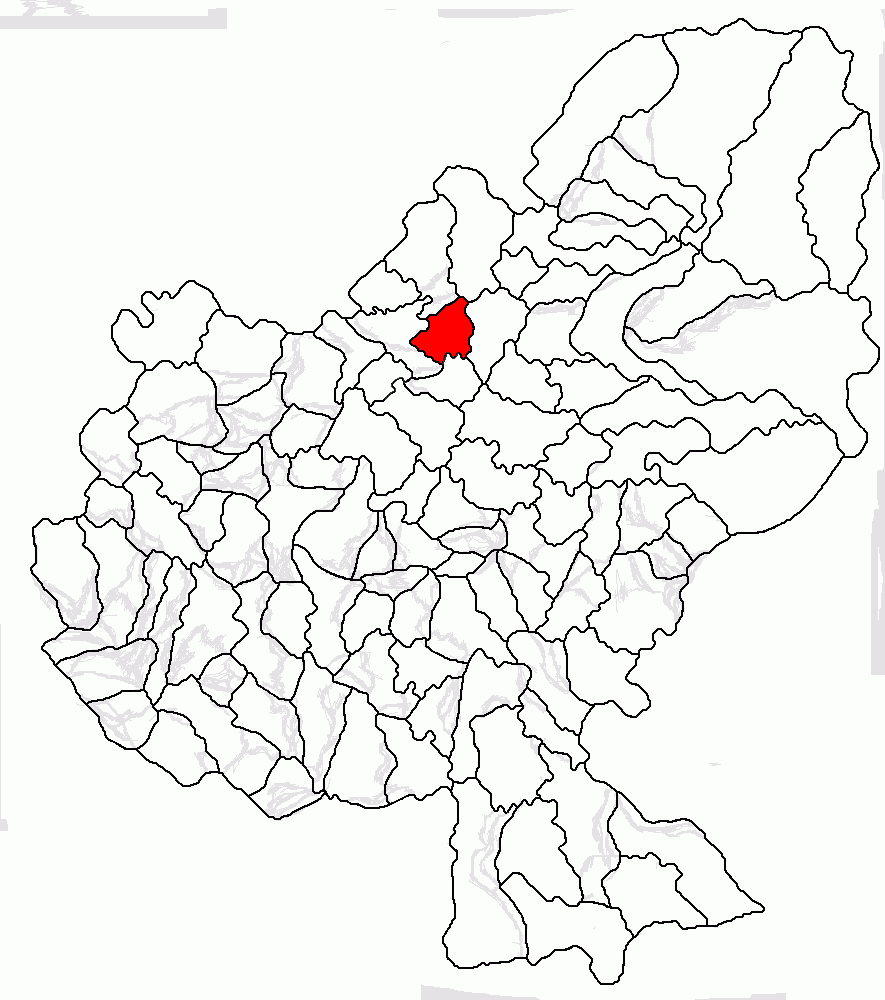
Lage der Gemeinde Breaza im Kreis Mureș

Die Gemeinde Breaza liegt westlich des Reener Ländchens (Ținutul Reghinului) im nördlichen Teil des Siebenbürgischen Beckens. Am Luț, ein rechter Zufluss des Mureș (Mieresch) und der Nationalstraße DN16, befindet sich der Ort Breaza sechs Kilometer südwestlich von der Stadt Reghin (Sächsisch-Regen) und etwa 30 Kilometer nördlich von der Kreishauptstadt Târgu Mureș (Neumarkt am Mieresch) entfernt. Die eingemeindeten Dörfer befinden sich fünf bzw. vier Kilometer vom Gemeindezentrum entfernt.

## Geschichte
Der Ort Breaza wurde erstmals 1319 urkundlich erwähnt. Eine Besiedlung auf dem Areal des Ortes Breaza, wird nach Angaben von Márton Roska und Kurt Horedt in die Bronzezeit datiert. Zahlreiche archäologische Funde wurden im Bereich der Straße nach Reghin (DN16) und dem Bach Luț (ungarisch Lucpatak) hinter der Mühle, als auch in Richtung Bistrița (Bistriz) (DN15A) und dem Dorf Sântu der Nachbargemeinde Lunca gefunden.
Im Königreich Ungarn gehörte die heutige Gemeinde dem Stuhlbezirk Régen alsó (Unter-Regen) im Komitat Maros-Torda, anschließend dem historischen Kreis Mureș und ab 1950 dem heutigen Kreis Mureș an.

## Bevölkerung
Die Bevölkerung der Gemeinde Breaza entwickelte sich wie folgt:
| 1850 | 1.913 | 737   | 981   | -  | 195 |
| 1910 | 2.648 | 942   | 1.610 | 20 | 76  |
| 1956 | 3.120 | 1.364 | 1.694 | 1  | 58  |
| 2002 | 2.531 | 1.105 | 1.138 | 3  | 285 |
| 2011 | 2.473 | 1.110 | 1.025 | 2  | 336 |
| 2021 | 2.197 | 981   | 852   | 2  | 362 |

Seit 1850 wurde auf dem Gebiet der heutigen Gemeinde die höchste Einwohnerzahl 1956 registriert. Die höchste Einwohnerzahl der Rumänen (1.381) wurde 1977, die der Magyaren (1.905) 1941, die der Roma (284) 2002 und die der Rumäniendeutschen (22) 1890 ermittelt.

## Sehenswürdigkeiten
- Im Gemeindezentrum die reformierten Kirche,[6] Anfang des 15. Jahrhunderts und der Glockenturm 1895 errichtet, stehen unter Denkmalschutz.[7]
- Im eingemeindeten Dorf Filpișu Mare (Großphlepsdorf), die reformierten Kirche[8] im 15. Jahrhundert errichtet, im 18. erneuert und gleichzeitig der Holzglockenturm errichtet, stehen unter Denkmalschutz.[7]
- Im eingemeindeten Dorf Filpișu Mic (Kleinphlepsdorf), die reformierten Kirche[9] um 1836 errichtet.

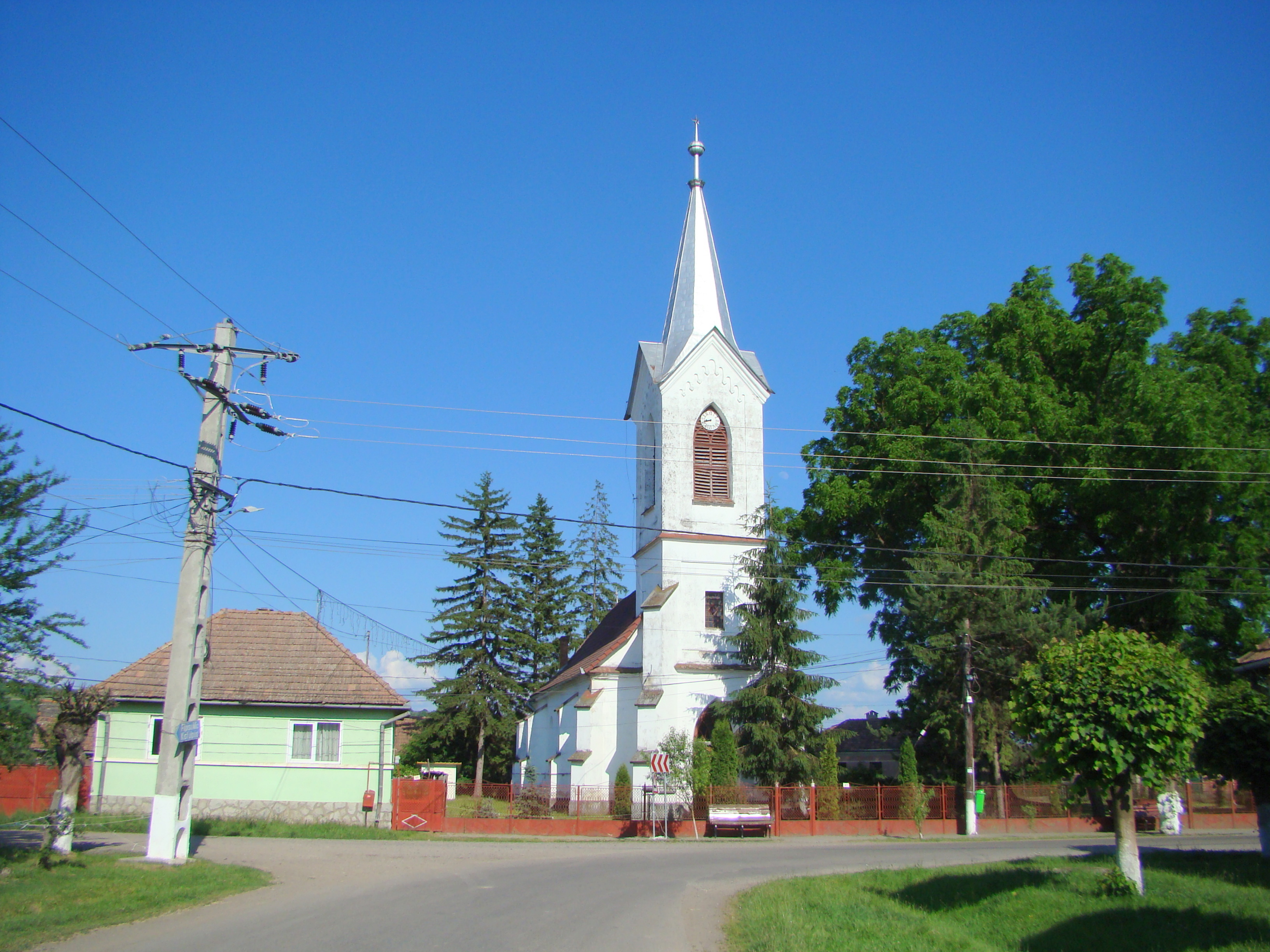
Reformierte Kirche in Breaza
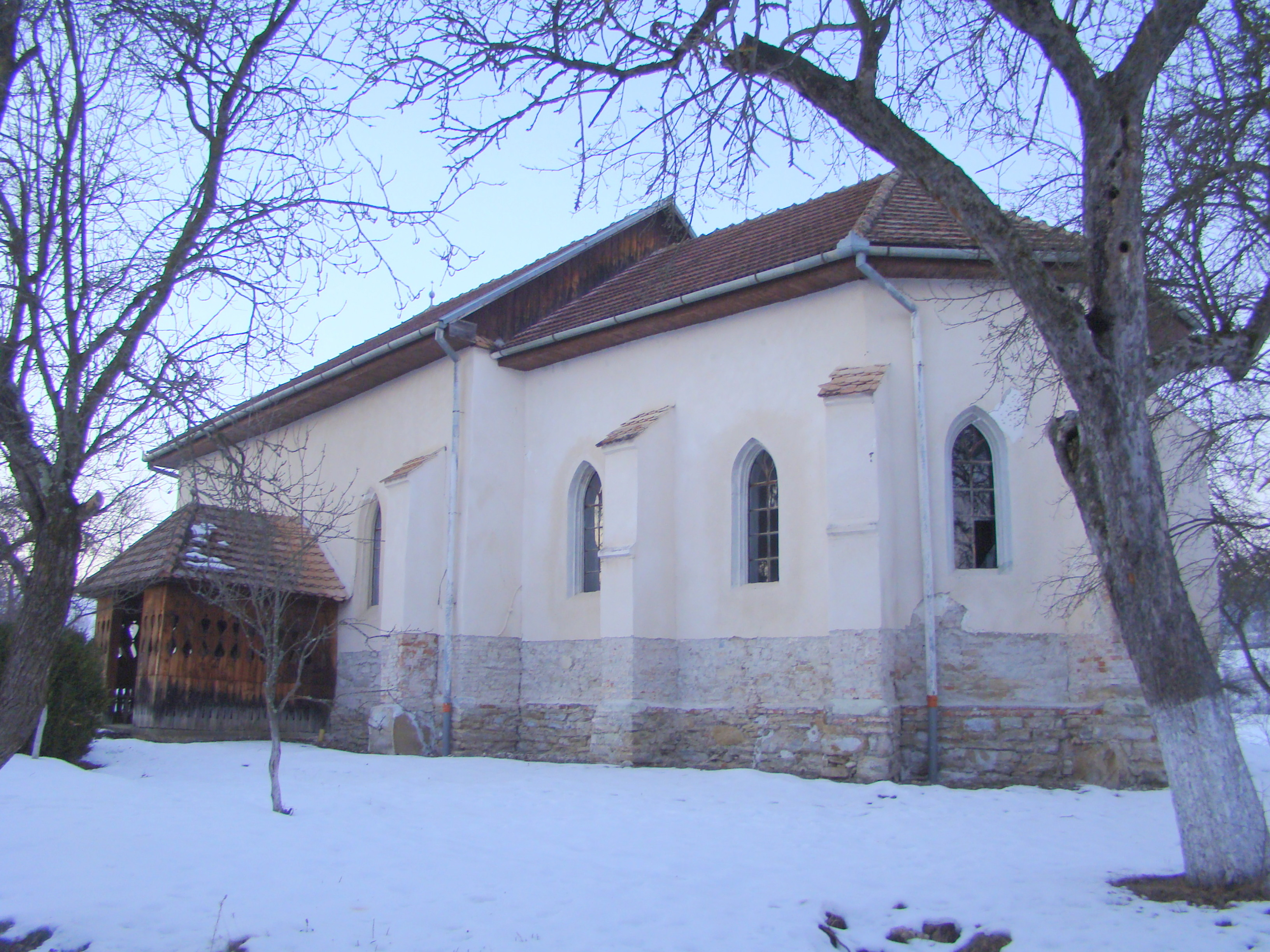
Reformierte Kirche in Filpișu Mare
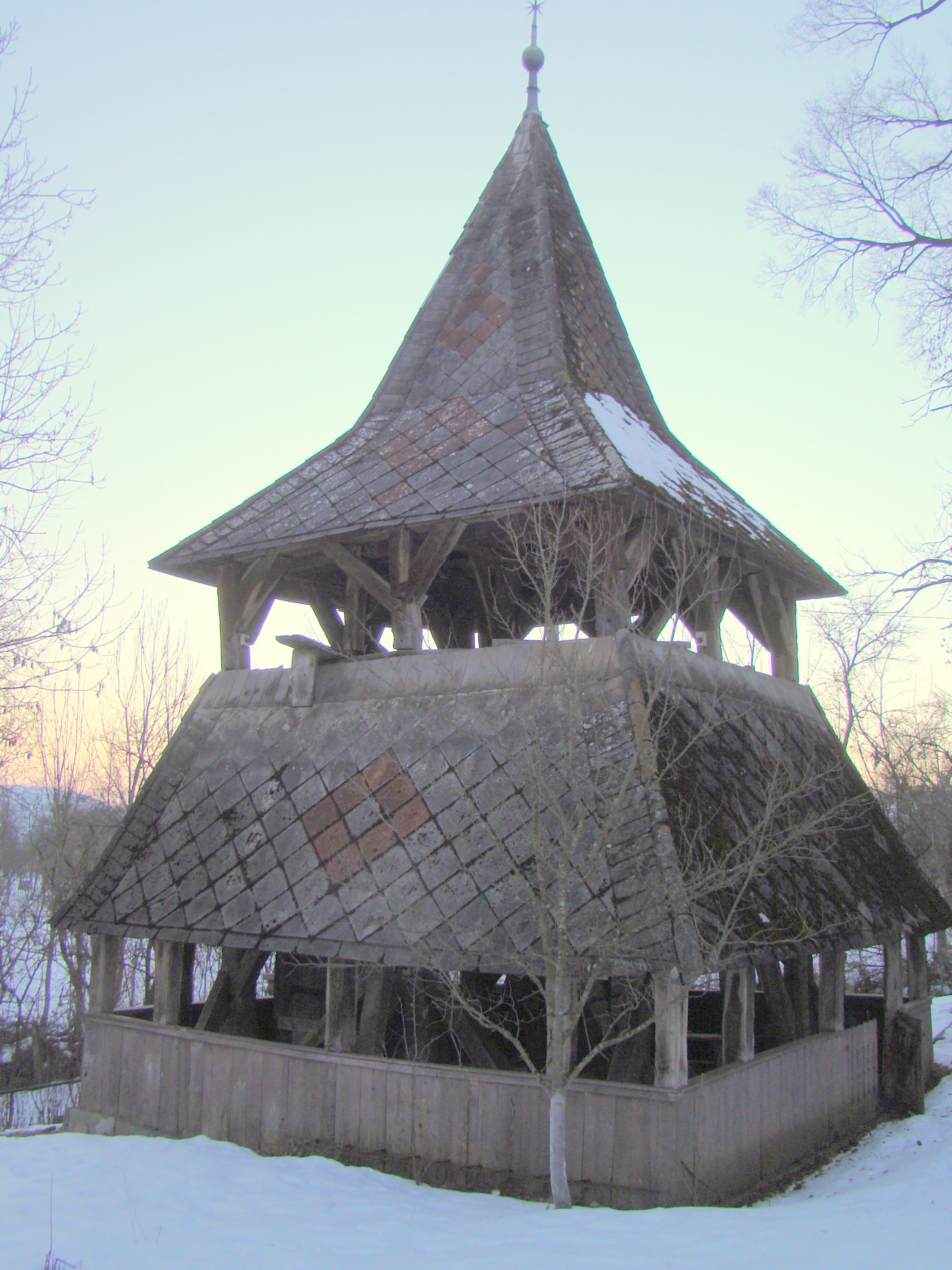
Glockenturm der reformierten Kirche in Filpișu Mare
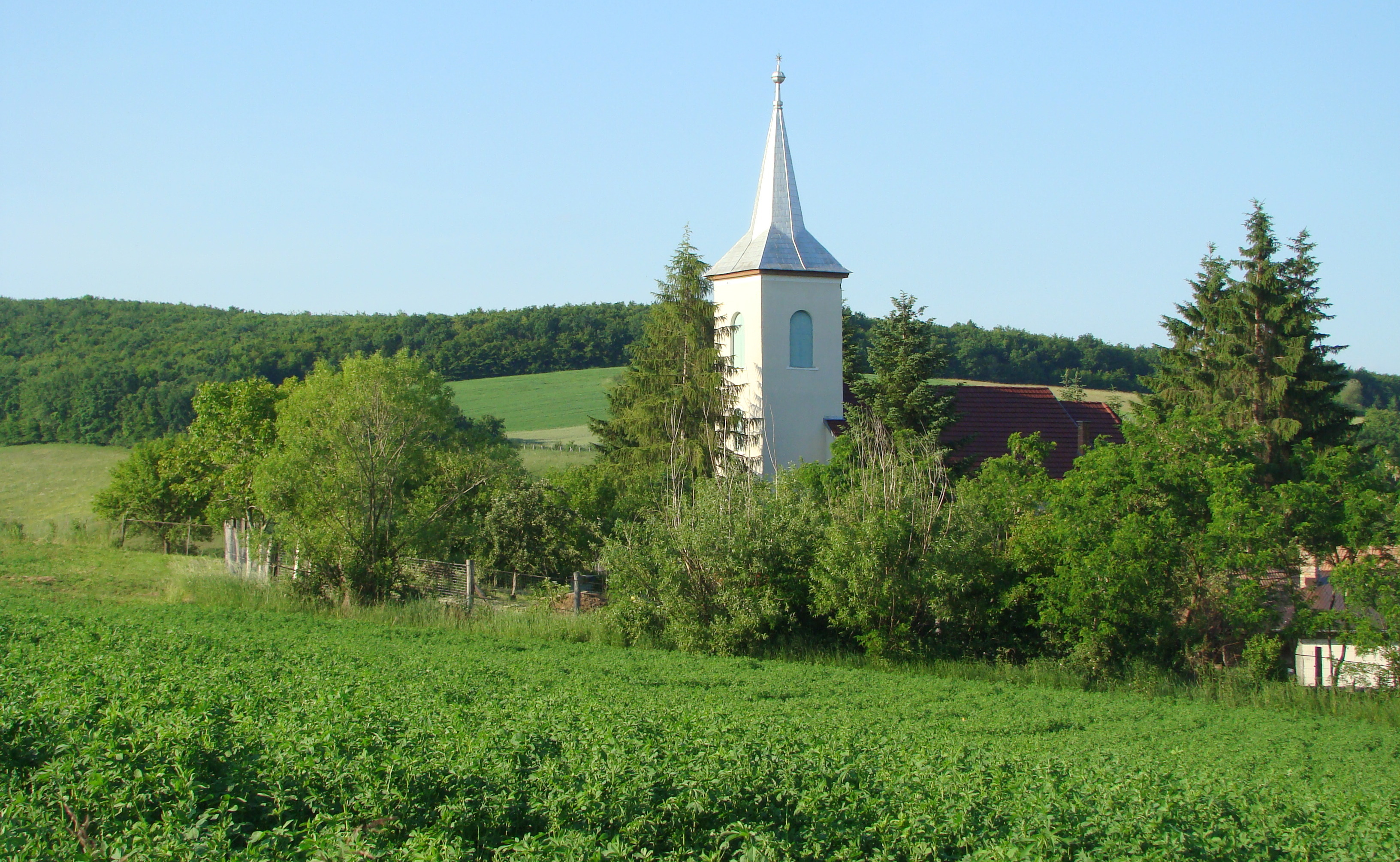
Reformierte Kirche in Filpișu Mic